# Thurnscoe
Thurnscoe is een plaats in het bestuurlijke gebied Barnsley, in het Engelse graafschap South Yorkshire.